# UEFA Women's Champions League 2024-2025 - Fase a eliminazione diretta
Questa voce raccoglie un approfondimento sulle gare della fase a eliminazione diretta dell'edizione 2024-2025 dell'UEFA Women's Champions League.

## Formato
Hanno partecipato alla fase a eliminazione diretta le 8 squadre che si sono classificate al primo e al secondo posto nei rispettivi gruppi della fase a gironi della UEFA Women's Champions League.
Ogni turno della fase a eliminazione diretta, eccetto la finale, viene disputato in gara doppia (andata e ritorno), in modo che ogni squadra possa giocare una gara in casa. Si qualifica al turno successivo la squadra che nel computo totale realizza più gol. Come nelle precedenti edizioni, non è più valida la regola dei gol in trasferta; pertanto, se al termine delle partite di andata e ritorno le due squadre hanno segnato in totale lo stesso numero di reti, il vincitore non è deciso da chi ha segnato più reti in trasferta, ma dalla disputa dei tempi supplementari e, in caso di ulteriore parità, tramite la disputa dei tiri di rigore. Nella finale, giocata in gara secca, se al termine dei tempi regolamentari il punteggio è di parità, si procede con la disputa dei tempi supplementari seguiti, eventualmente, dai tiri di rigore.
Il meccanismo del sorteggio per quarti di finale e semifinali prevede che sono "teste di serie" le 4 squadre vincitrici dei gironi di UEFA Women's Champions League, mentre non sono "teste di serie" le 4 seconde di ciascun gruppo. Ogni club della prima fascia ("teste di serie") viene sorteggiato con uno della seconda fascia ("non teste di serie") e, sempre tramite sorteggio, viene definita la squadra che ha il diritto di giocare in casa la gara di ritorno. Possono incontrarsi squadre provenienti dalla stessa federazione o dallo stesso girone di UEFA Champions League.

## Date
| Turno            | Sorteggio              | Andata                                              | Ritorno                                             |
| ---------------- | ---------------------- | --------------------------------------------------- | --------------------------------------------------- |
| Quarti di finale | 7 febbraio 2025 (Nyon) | 18-19 marzo 2025                                    | 26-27 marzo 2025                                    |
| Semifinali       | 7 febbraio 2025 (Nyon) | 19-20 aprile 2025                                   | 27 aprile 2025                                      |
| Finale           | 7 febbraio 2025 (Nyon) | 24 maggio 2025 allo stadio José Alvalade di Lisbona | 24 maggio 2025 allo stadio José Alvalade di Lisbona |

## Squadre partecipanti
Le squadre sono state suddivise nelle due urne, inserendo nell'urna 1 le quattro squadre prime classificate nella fase a gironi, mentre nell'urna 2 le quattro seconde classificate. Il sorteggio per definire la composizione dei gironi si è tenuto il 7 febbraio 2025.
| Legenda                                                 |
| ------------------------------------------------------- |
| Finaliste della UEFA Women's Champions League 2024-2025 |

| Gruppo | Testa di serie  | Non testa di serie |
| ------ | --------------- | ------------------ |
| A      | Olympique Lione | Wolfsburg          |
| B      | Chelsea         | Real Madrid        |
| C      | Arsenal         | Bayern Monaco      |
| D      | Barcellona      | Manchester City    |

## Partite

### Tabellone
|  | Quarti di finale | Quarti di finale | Quarti di finale | Quarti di finale | Quarti di finale |  |  | Semifinali      | Semifinali      | Semifinali | Semifinali | Semifinali |  |  | Finale  | Finale  | Finale |  |
|  |                  |                  |                  |                  |                  |  |  |                 |                 |            |            |            |  |  |         |         |        |  |
|  | Real Madrid      | Real Madrid      | 2                | 0                | 2                |  |  |                 |                 |            |            |            |  |  |         |         |        |  |
|  | Arsenal          | Arsenal          | 0                | 3                | 3                |  |  | Arsenal         | Arsenal         | 1          | 4          | 5          |  |  |         |         |        |  |
|  | Bayern Monaco    | Bayern Monaco    | 0                | 1                | 1                |  |  | Olympique Lione | Olympique Lione | 2          | 1          | 3          |  |  |         |         |        |  |
|  | Olympique Lione  | Olympique Lione  | 2                | 4                | 6                |  |  |                 |                 |            |            |            |  |  | Arsenal | Arsenal | 1      |  |
|  | Wolfsburg        | Wolfsburg        | 1                | 1                | 2                |  |  |                 |                 | Barcellona | Barcellona | 0          |  |  |         |         |        |  |
|  | Barcellona       | Barcellona       | 4                | 6                | 10               |  |  | Barcellona      | Barcellona      | 4          | 4          | 8          |  |  |         |         |        |  |
|  | Manchester City  | Manchester City  | 2                | 0                | 2                |  |  | Chelsea         | Chelsea         | 1          | 1          | 2          |  |  |         |         |        |  |
|  | Chelsea          | Chelsea          | 0                | 3                | 3                |  |  |                 |                 |            |            |            |  |  |         |         |        |  |

### Quarti di finale

#### Risultati
| Squadra 1       | Totale | Squadra 2       | Andata | Ritorno |
| --------------- | ------ | --------------- | ------ | ------- |
| Real Madrid     | 2 - 3  | Arsenal         | 2 - 0  | 0 - 3   |
| Manchester City | 2 - 3  | Chelsea         | 2 - 0  | 0 - 3   |
| Wolfsburg       | 2 - 10 | Barcellona      | 1 - 4  | 1 - 6   |
| Bayern Monaco   | 1 - 6  | Olympique Lione | 0 - 2  | 1 - 4   |

#### Andata
| Arbitro: | Klarlund |

|                              |           |  |
| Caicedo 22’ Del Castillo 83’ | Marcatori |  |

| Arbitro: | Rivera Olmedo |

|  |           |                           |
|  | Marcatori | 35’ Chawinga 65’ Dumornay |

| Arbitro: | Projkovska |

|           |           |                                                                 |
| Minge 79’ | Marcatori | 26’ (aut.) Dijkstra 50’ Paredes 53’ Paralluelo 88’ Schertenleib |

| Arbitro: | Grundbacher |

|                  |           |  |
| Miedema 60’, 89’ | Marcatori |  |

#### Ritorno
| Arbitro: | Demetrescu |

|                                                     |           |          |
| Dumornay 46’ Diani 54’ Chawinga 60’ Hegerberg 90+4’ | Marcatori | 33’ Bühl |

| Arbitro: | Gasperotti |

|                              |           |  |
| Russo 46’, 59’ Caldentey 49’ | Marcatori |  |

| Arbitro: | Frappart |

|                                                         |           |                 |
| Paralluelo 10’, 20’ Brugts 41’ Pina 62’, 77’ León 90+1’ | Marcatori | 72’ Beerensteyn |

| Arbitro: | Ferreira de Campos |

|                                     |           |  |
| Baltimore 14’ Björn 38’ Ramírez 43’ | Marcatori |  |

### Semifinali

#### Risultati
| Squadra 1  | Totale | Squadra 2       | Andata | Ritorno |
| ---------- | ------ | --------------- | ------ | ------- |
| Barcellona | 8 - 2  | Chelsea         | 4 - 1  | 4 - 1   |
| Arsenal    | 5 - 3  | Olympique Lione | 1 - 2  | 4 - 1   |

#### Andata
| Arbitro: | Peșu |

|                      |           |                        |
| Caldentey 78’ (rig.) | Marcatori | 17’ Diani 82’ Dumornay |

| Arbitro: | Kulcsár |

|                                     |           |               |
| Pajor 35’ Pina 70’, 90’ Paredes 82’ | Marcatori | 74’ Baltimore |

#### Ritorno
| Arbitro: | Olofsson |

|               |           |                                               |
| Kaptein 90+1’ | Marcatori | 25’ Bonmatí 41’ Pajor 43’ Pina 90’ Paralluelo |

| Arbitro: | Ferrieri Caputi |

|              |           |                                                      |
| Dumornay 81’ | Marcatori | 5’ (aut.) Endler 45+1’ Caldentey 46’ Russo 63’ Foord |

### Finale
| Arbitro: | Martinčić |

|                  |           |  |
| Blackstenius 74’ | Marcatori |  |